# Регенгуш-де-Монсараш (фрегезия)
Реге́нгуш-де-Монсара́ш (порт. Reguengos de Monsaraz) — фрегезия (район) в муниципалитете Регенгуш-де-Монсараш округа Эвора в Португалии. Территория — 101,68 км². Население — 7070 жителей. Плотность населения — 69,6 чел/км².